# Lisa Robin Kelly
Lisa Robin Kelly (ur. 5 marca 1970 w Southington w stanie Connecticut, zm. 14 sierpnia 2013 w Los Angeles w stanie Kalifornia) – amerykańska aktorka, znana z występów w serialu Różowe lata siedemdziesiąte i filmie Amityville Dollhouse.
Karierę aktorską zaczynała na początku lat 90-XX wieku, od drobnych ról na planie takich seriali jak Renegat, Z Archiwum X, czy Świat według Bundych. Prawdziwą popularność przyniosła jej dopiero rola Lourie Forman - uwodzicielskiej i wrednej siostry Erica, w kultowym serialu Różowe lata siedemdziesiąte. Z serialem związana była przez blisko pięć lat i ostatecznie została zastąpiona Cristiną Moore. 
Przez lata zmagała się między innymi z uzależnieniem od alkoholu, a także wchodziła w liczne konflikty z prawem związane przede wszystkim z prowadzeniem auta pod wpływem alkoholu. Zmarła we śnie w ośrodku odwykowym w Los Angeles.